# Bagan Jaya (Enok)
Bagan Jaya is een bestuurslaag in het regentschap Indragiri Hilir van de provincie Riau, Indonesië. Bagan Jaya telt 4439 inwoners (volkstelling 2010).